# 武汉市公共交通集团
武汉市公共交通集团有限责任公司，简称武汉公交集团公司，是一家武汉市政府出资组建的以经营武汉市公共汽车事业为主的国有独资公司。武汉市公交集团公司前身为1950年成立的武汉市公用汽车公司，1971年改名为武汉市人民汽车公司，1979年改名为武汉市公共汽车公司。1990年，调整为副局级单位，内设机构为副处级，公司所属二级单位均为副县级。1995年更名为武汉市公共汽车总公司。2002年6月，由原武汉市公共汽车总公司、原武汉市电车公司、原武汉市轮渡公司、原武汉市出租汽车公司、原武汉市汽车轮渡管理所和武汉市公用客车厂合并组建，成立武汉市公共交通集团有限责任公司，2003年4月25日正式挂牌。

## 二级企业

### 全资公司
- 武汉市公交集团第一营运公司

主要承担江岸和新洲地区城市公交客运线路的经营
- 武汉市公交集团第二营运公司

主要承担江汉和黄陂地区城市公交客运线路的经营
- 武汉市公交集团第三营运公司

主要承担硚口和东西湖地区城市公交客运线路的经营
- 武汉市公交集团第四运营公司

主要承担汉阳和蔡甸地区城市公交客运线路的经营
- 武汉市公交集团光谷运营公司（武汉公交集团第五运营公司）

主要承担东湖高新和洪山地区城市公交客运线路的经营
- 武汉市公交集团第六营运公司

主要承担青山地区城市公交客运线路的经营
- 武汉市公交集团电车营运公司（武汉公交集团第七运营公司）

承担武汉市无轨电车客运线路的经营以及武昌地区城市公交客运线路的经营
- 武汉市公交集团经开营运公司（现与第四运营公司合并）

主要承担汉南地区城市公交客运线路的经营
- 武汉市公交集团江夏公司（武汉公交集团第九运营公司，现与第五运营公司合并）

主要承担江夏地区城市公交客运线路的经营
- 武汉通恒公汽客运服务公司（原通恒公汽，现为公交集团全资子公司）

线路在三镇四通发达。承担武昌，江汉，东湖高新和洪山等地区城市公交客运线路的经营。
- 武汉市公交集团站务公司
- 武汉市公交集团物业公司
- 武汉市公交集团广告有限责任公司
- 武汉市公交集团信息中心
- 武汉市公交集团公司教育培训中心
- 武汉市公交集团公司汽车综合性能检测站
- 武汉市公交集团公司物资公司

### 全资子公司
- 武汉公共房地产开发建筑工程公司
- 武汉市轮渡公司
- 武汉市出租汽车公司
- 武汉汽车轮渡管理所
- 武汉市公共交通票务管理有限公司

### 参股公司
- 武汉华中强化轮胎有限公司
- 武汉市公用客车厂
- 武汉电动汽车示范运营有限公司